# 安格斯·羅伯森
安格斯·羅伯森（英語：Angus Struan Carolus Robertson，1969年9月28日—）是一位蘇格蘭政治人物，曾是苏格兰民族党在英國下議院的領袖。

## 簡介
自2001年開始，他擔任馬里選區選出的國會議員。
他畢業於阿伯丁大學。在踏入政界之前，他曾是一位記者。